# Castro de São Bernardo
O Castro de São Bernardo localiza-se em Moura, no Alentejo, Portugal. O mais importante dos materiais encontrados são sobretudo em cobre. O castro situa-se próximo do Rio Guadiana. Encontra-se neste local um esconderijo de fundidor. O espólio, materiais metálicos na sua maioria, encontra-se atualmente no Museu de Arqueologia em Lisboa.